# Кларк, Рикардо (панамский футболист)
Рикардо Маурисио Кларк Хэмилтон (исп. Ricardo Mauricio Clarke Hamilton; родился 27 сентября 1992, Панама, Панама) — панамский футболист, вингер парагвайского клуба Насьональ» и сборной Панамы.

## Клубная карьера
Кларк начал карьеру в клубе «Спортинг Сан-Мигелито». 22 июля 2012 года в матче против «Пласа Амадор» он дебютировал в чемпионате Панамы. 8 августа в поединке против «Чепо» Рикардо забил свой первый гол за «Спортинг». Летом того же года Кларк на правах аренды перешёл в новозеландский «Веллингтон Феникс». 6 октября в матче против австралийского «Сиднея» он дебютировал в A-Лиге. После окончания аренды Рикардо вернулся в «Спортинг». В 2013 году стал чемпионом страны.
Летом том же году Кларк на правах аренды перешёл в венесуэльскую «Самору». 26 августа в матче против «Депортиво Лара» он дебютировал в венесуэльской Примере. 21 октября в поединке против «Депортиво Ла Гуайра» Рикардо забил свой первый гол за «Самору». Вскоре «Самора» выкупила трансфер игрока. В составе клуба Кларк трижды выиграл чемпионат.
25 апреля 2017 года в матче Кубка Либертадорес против чилийского «Депортес Икике» Кларк забил гол. Летом того же года Рикардо перешёл в португальскую «Боавишту». 7 августа в матче против «Портимоненсе» он дебютировал в Сангриш лиге. Летом 2018 года Кларк подписал контракт с парагвайским «Насьоналем». 18 июля в матче против столичной «Олимпии» он дебютировал в парагвайской Примере. В этом же поединке Рикардо забил свой первый гол за «Насьональ».

## Международная карьера
18 февраля 2016 года в товарищеском матче против сборной Сальвадора Кларк дебютировал за сборную Панамы.
В 2017 году Рикардо принял участие в Золотом кубке КОНКАКАФ. На турнире он сыграл в матче против команды Никарагуа.

## Достижения
Командные
 «Спортинг Сан-Мигелито»
- Чемпионат Панамы по футболу — Клаусура 2013

 «Самора»
- Чемпионат Венесуэлы по футболу — 2013/14
- Чемпионат Венесуэлы по футболу — 2015
- Чемпионат Венесуэлы по футболу — 2016